# Coregonus chadary
Coregonus chadary är en fiskart som beskrevs av Dybowski, 1869. Coregonus chadary ingår i släktet Coregonus och familjen laxfiskar. Inga underarter finns listade i Catalogue of Life.